# Nukui-Talsperre
Die Nukui-Talsperre (jap. 温井ダム, Nukui-damu) ist eine Talsperre im Flusssystem des Otagawa in Akiōta, Präfektur Hiroshima, Japan.
Das Absperrbauwerk ist eine 156 m hohe Bogenstaumauer.
Vom Speicherinhalt von 82 Mio. m³ sind 79 Mio. Nutzraum.